# Beuvron-en-Auge
Beuvron-en-Auge är en kommun i departementet Calvados i regionen Normandie i norra Frankrike. Kommunen ligger i kantonen Cambremer som ligger i arrondissementet Lisieux. År 2022 hade Beuvron-en-Auge 201 invånare.

## Befolkningsutveckling
Antalet invånare i kommunen Beuvron-en-Auge
Referens: INSEE